# Velké křtiny
Velké křtiny (norsky Den store barnedåpen) je norské filmové drama z roku 1931, kterou jako svůj debut natočil norský režisér Tancred Ibsen. Jedná se o první norský zvukový film.

## Děj
Film se soustředí na městský život, inspiroval se civilistní poetikou Reného Claira. Děj snímku se opírá o divadelní hru Oskara Braatena, kterou ovšem výrazně melodramatizuje.
Hlavní zápletkou je pragmatický vztah textilní dělnice Alvhilde a nezaměstnaného introverta Haralda. Ten se stará o Alvhildino dítě a kryje tak skutečnost, že Alvhilde je svobodnou matkou. Když se na scéně objeví biologický otec dítěte, graduje Haraldova proměna, který si při péči o kojence uvědomil, že není tak neschopný, jak ho vnímá okolí. Paralelním motivem je souboj sektářů o duše žen, kterým protestantská církev odmítla svátost křtu a ony se na protest nechaly z jejích řad vyškrtnout.
Film byl nadšeně přijat kritikou i publikem. Jde o ukázku dobového „feelgood“ filmu.